# Râul Studineț
Râul Studineț sau Râul Studinești este un curs de apă, afluent al râului Tutova. 